# 湛怀德祠
湛怀德祠，位于中国广东省广州市增城区新塘镇群星乡群星村南约石街巷，现为广州市文物保护单位，类型为古建筑，公布时间为1999年7月。
湛怀德祠的历史年代为明末。